# Otho, Alabama
Otho este o comunitate neîncorporată din statul Alabama, Statele Unite ale Americii. Aceasta este localizată pe râul Chattahoochee la 17,4 km distanță nord-vest de orașul reședință de comitat Abbeville.